# Condado de Roanoke
El condado de Roanoke (en inglés: Roanoke County), fundado en 1814, es uno de 95 condados del estado estadounidense de Virginia. En el año 2000, el condado tenía una población de 85,778 habitantes y una densidad poblacional de 680 personas por km².

## Geografía
Según la Oficina del Censo, el condado tiene un área total de 650 km² (251 mi²), de la cual 650 km² (251 mi²) es tierra y 0 km² (0 mi²) (0.00%) es agua.

### Condados adyacentes
- Condado de Botetourt (noroeste)
- Condado de Bedford (este)
- Condado de Franklin (sureste)
- Condado de Floyd (sursudoeste)
- Condado de Montgomery (oeste)
- Condado de Craig (noroeste)
- Salem (centro, enclave)
- Roanoke (centro, enclave)

## Demografía
Según la Oficina del Censo en 2006, los ingresos medios por hogar en el condado eran de $26,834, y los ingresos medios por familia eran $31,491. Los hombres tenían unos ingresos medios de $26,950 frente a los $20,108 para las mujeres. La renta per cápita para el condado era de $14,863. Alrededor del 16.30% de la población estaban por debajo del umbral de pobreza.

## Localidades
- Vinton

### Comunidades no incorporadas
- Airpoint
- Bennett Springs
- Bent Mountain
- Bonsack
- Bradshaw
- Catawba
- Cave Spring
- Clearbrook
- Dundee
- Glenvar
- Hanging Rock
- Hollins
- Leslie
- Medley
- Masons Cove
- Niagra
- Poages Mill
- Riverside
- Starkey
- Wabun
- Wright